# Bankhaus Hallbaum
Das Bankhaus Hallbaum mit Standorten in Hannover und Osnabrück war eine Marke und Zweigniederlassung des Hamburger Privatbankiers M.M.Warburg & CO. 2016 erfolgte die Verschmelzung des Bankhauses mit der Muttergesellschaft. Die Zweigniederlassung wurde zum 31. Dezember 2019 aufgehoben.

## Geschichte
Die hannoversche Privatbank wurde 1879 in Straßburg gegründet und ging in ihrer späteren Form auf die Fusion der Bankhäuser Julius Maier und Comp. und Franz Hallbaum & Co. zum Bankhaus Hallbaum, Maier & Co. im Jahr 1955 zurück.
1879 legte Julius Jacob Maier in Straßburg die Fundamente für das heutige Bankhaus. Die bereits in den Jahren zuvor von seinem Vater betriebene Wechselstube dehnte er zum Bankgeschäft aus. Nach den Wirren des Ersten Weltkrieges verlegte er 1919 das inzwischen als Julius Maier und Comp. firmierende Bankhaus nach Hannover und konnte im wirtschaftlich nicht gerade einfachen Umfeld das Bankgeschäft erfolgreich ausbauen.  Schwerpunkt der Banktätigkeit war das Devisen- und Auslandsgeschäft, womit die Bank ihrer aus der Wechselstube stammenden Tradition treu bleiben konnte.
In Hannover betrieb bereits Franz Hallbaum seine 1907 als Franz Hallbaum & Co. gegründete Bank mit der Firma E. Wechlser als Kommanditistin. Im Folgejahr 1908 und bis 1918 lag der Schwerpunkt im An- und Verkauf von Wertpapieren. zudem gab es die Wertpapierprämiengeschäfte für Privatkunden.
1938 übernahm Hallbaum die Kunden des Bankhauses Wilhelm Lilienfeld & Co.
Im Zweiten Weltkrieg wurden die Geschäftsräume des Bankhauses während der Luftangriffe auf Hannover zerstört.
In der Nachkriegszeit ließ Hallbaum das Geschäftsgebäude an gleicher Stelle wieder aufbauen. Mit dem Außenhandel wurde zudem das Portfolio der Angebotspalette erweitert.
Zwecks Erhöhung des Eigenkapitals für den expandierenden Geschäftsumfang schloss sich Hallbaum 1955 mit dem Bankhaus Julius Maier & Comp. unter der neuen Firmierung Hallbaum, Maier & Co. zusammen.
In der weiteren Unternehmensgeschichte wurde die Expansion durch die Übernahme des 1870 gegründeten Bankhauses Mercklin & Schumacher 1967 und Egon Hellmann (1968) wodurch das Geschäftsvolumen erheblich gesteigert werden konnte und Hallbaum als Universalbank agieren konnte.
Nach der Änderung der Gesellschaftsverhältnisse 1977, teilweise auch der Geschäftsausrichtung, wurden 1979 sämtliche Geschäftsanteile durch die vormalige Landeskreditanstalt AG übernommen. In der Folge entwickelte sich das Bankhaus Hallbaum AG, die sämtliche modernen Bankgeschäfte bediente und insgesamt vier Filialen betrieb, zur einzigen Privatbank in Hannover und größten in Niedersachsen.

### Jüngste Vergangenheit

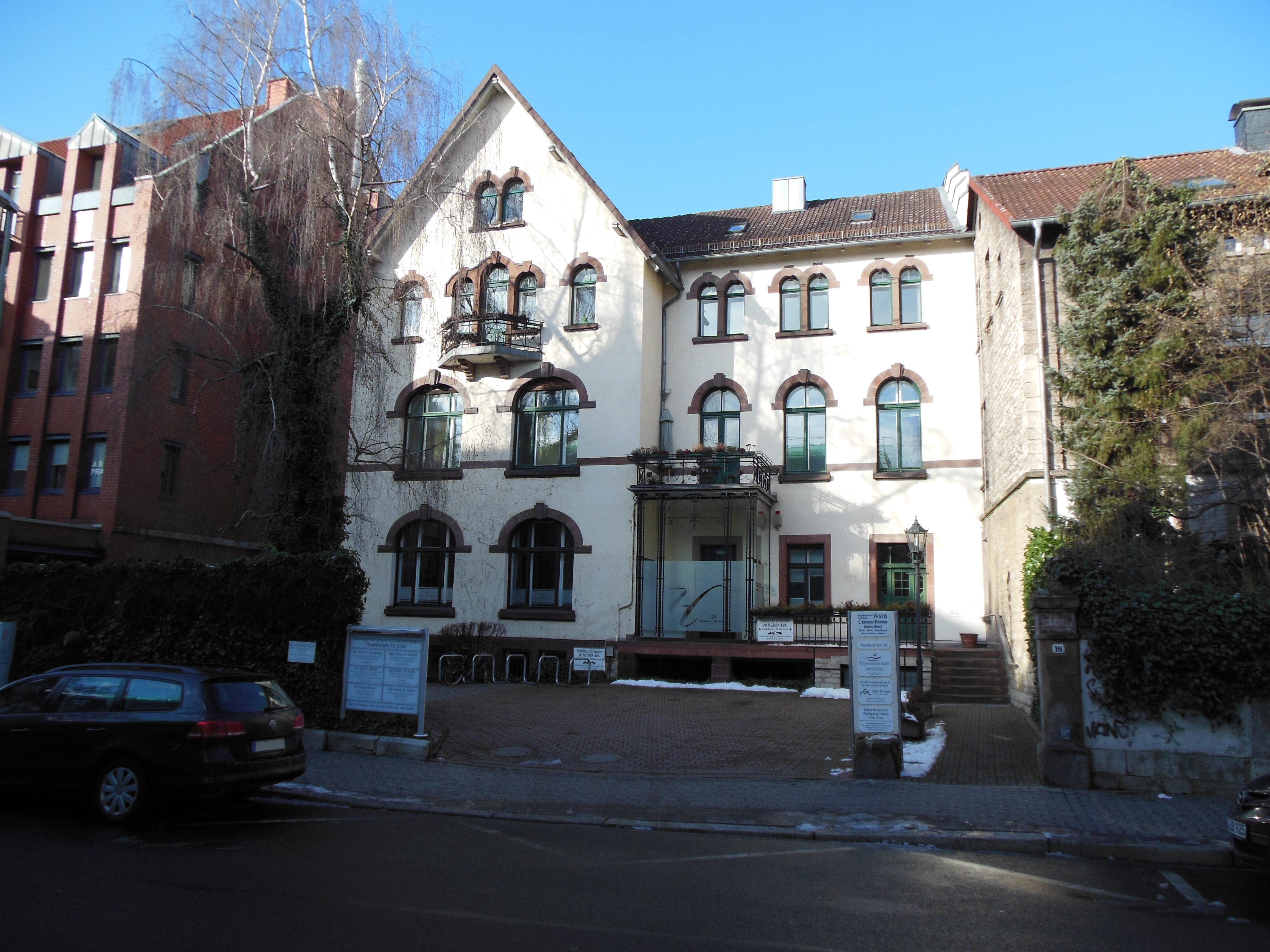
Ehemalige Filiale Göttingen

Nachdem zwischenzeitlich die Mehrheit der Aktien bei der heutigen DZ Bank gelegen hatte, erfolgte 1997 die komplette Übernahme des Aktienkapitals durch das seit 1798 unabhängige und inhabergeführte Hamburger Privatbankhaus M. M. Warburg & CO. Damit gehörte das Bankhaus Hallbaum fortan zur inhabergeführten Privatbankengruppe mit den Schwesterbanken Bankhaus Carl F. Plump & Co. AG, Bremen, Bankhaus Löbbecke AG, Berlin, Marcard, Stein & Co AG, Hamburg, M.M.Warburg & CO Hypothekenbank AG, Hamburg, M.M.Warburg & CO Luxembourg S.A., Luxemburg, M.M.Warburg Bank (Schweiz) AG, Zürich, Schwäbische Bank AG, Stuttgart. 2016 erfolgte die Verschmelzung der Gesellschaften Bankhaus Hallbaum, Bankhaus Plump, Bankhaus Löbbecke und Schwäbische Bank mit der M.M.Warburg & CO. Die Zweigniederlassung wurde zum 31. Dezember 2019 aufgehoben. Die Liegenschaften werden weiterhin als Filiale der M.M. Warburg & CO. unterhalten.
Das Geschäftsgebiet umfasste im Wesentlichen das historische Land Hannover, wie es später im Bundesland Niedersachsen aufging.  Der Schwerpunkt der Geschäftstätigkeit lag in der Vermögensverwaltung und -betreuung für vermögende Privatkunden, Unternehmer und institutionelle Adressen, wie z. B. Versicherungsgesellschaften, und im Firmenkundengeschäft einschließlich Kreditfinanzierungen.